# Be a Boy
Be a Boy è una canzone di Robbie Williams, terzo singolo estratto dal suo nono album in studio Take the Crown. Il singolo in formato fisico è stato pubblicato l'11 marzo 2013, mentre l'uscita per il download digitale è avvenuta il 30 gennaio 2013.

## Il brano
Il brano Be a Boy del cantante inglese Robbie Williams, presenta un nuovo sound Synthpop con l'introduzione di trombe all'inizio. Il brano è oggetto di una contestazione di plagio portata avanti dall'ex presidente della SIAE, e riconosciuto esperto internazionale di diritto d'autore l'avvocato Giorgio Assumma, per conto del cantautore Padovano Simone Garato nel suo brano "What i feel", come riportato dal Corriere della Sera  da Repubblica  e dai maggiori giornali e telegiornali italiani e radio. Le due tracce, come riportato dai giornali, risulterebbero sovrapponibili nella parte del ritornello.

## Videoclip
Per il videoclip del singolo Be a Boy è stata pubblicata a gennaio una versione live dove mostra il cantante inglese Robbie Williams, cantare sul palco davanti al pubblico.

## Tracce

### German digital download bonus track
1. Be a Boy – 4:39 (Robbie Williams) – Live

## Classifiche
| Classifica (2013) | Posizione massima |
| ----------------- | ----------------- |
| Albania           | 33                |
| Belgio (Fiandre)  | 64                |
| Belgio (Vallonia) | 61                |